# Jeedimakalapalli (S), Srinivaspur
Jeedimakalapalli (S) là một làng thuộc tehsil Srinivaspur, huyện Kolar, bang Karnataka, Ấn Độ.